# Михаил Беренђија
Михаил Беренђија (Црепаја, 27. мај 1919. — Београд, 1980.) био је српски сликар, илустратор и ликовни педагог.

## Биографија
Михаил Беренђија је завршио Академију ликовних уметности у Београду (1946) у класи професора Недељка Гвозденовића. У првој фази слика импресионистички, од 1957. наглашава геометријске облике у простору. Бави се педагошким радом и илустрацијом. Самостално је излагао у Београду, Загребу, Новом Саду, Сомбору, Земуну и Зрењанину.